# Setodes trifidus
Setodes trifidus är en nattsländeart som beskrevs av Douglas E. Kimmins 1957. Setodes trifidus ingår i släktet Setodes och familjen långhornssländor. Inga underarter finns listade i Catalogue of Life.